# Список обладателей трофеев и наград USHL
Ниже приведён список обладателей трофеев и наград Хоккейной лиги США (USHL).

## Индивидуальные награды
| 2020-21 Шон Фаррелл, Чикаго Стил 2019-20 Риз Габер, Дюбюк Файтинг Сэйнтс 2018-19 Ронни Аттард, Трай-Сити Шторм 2017-18 Энтони дель Гайзо, Маскигон Ламберджекс 2016-17 Матисс Кивлениекс, Су-Сити Маскетирс 2015-16 Рем Питлик, Маскигон Ламберджекс 2014-15 Кайл Коннор, Янгстаун Фантомз 2013-14 Брендон Монтюр, Уотерлу Блэк Хокс 2012-13 Тейлор Каммарата, Уотерлу Блэк Хокс 2011-12 Кевин Руа, Линкольн Старз 2010-11 Блейк Коулман, Индиана Айс 2009-10 Мэтт Уайт, Омаха Лансерз 2008-09 Эндрю Миллер, Чикаго Стил 2007-08 Джейсон Грегуар, Линкольн Старз 2006-07 Фил ДеСимон, Су-Сити Маскетирс 2005-06 Тревор Льюис, Де-Мойн Баккэнирс 2004-05 Джефф Лерг, Омаха Лансерз 2003-04 Майк Хоу, Ривер-Сити Ягуарс 2002-03 Райан Потульны, Линкольн Старз 2001-02 Бобби Гопферт, Сидар-Рапидс Рафрайдерс 2000-01 Крис Фурнье, Линкольн Старз 1999-00 Дэн Эллис, Омаха Лансерз 1998-99 Пит Фрего, Де-Мойн Баккэнирс 1997-98 Нейт ДиКасмирро, Северная Айова Хаскис 1996-97 Карл Гёринг, Фарго-Мурхед Айс Шаркс 1995-96 Джефф Панцер, Фарго-Мурхед Бирс и Мэтт Нога, Северная Айова Хаскис 1994-95 Скотт Суонсон, Омаха Лансерз 1993-94 Джейсон Блейк, Уотерлу Блэк Хокс 1992-93 Эрик Рад, Де-Мойн Баккэнирс 1991-92 Питер Ферраро, Уотерлу Блэк Хокс 1990-91 Гари Китчинг, Тандер-Бей Флайерз 1989-90 Курт Миллер, Рочестер Мустангз 1988-89 Марк Карпен, Северная Айова Хаскис 1987-88 Майкл О’Хара, Рочестер Мустангз 1986-87 Терри Менар, Тандер-Бей Флайерз 1985-86 Тим Фергюсон, Су-Сити Маскетирс 1984-85 Скотт Шоффсталл, Су-Сити Маскетирс 1983-84 Джей Кейтс, Сент-Пол Вулканс | 2020-21 Коул Силлинджер, Су-Фолс Стэмпид 2019-20 Брендан Бриссон, Чикаго Стил 2018-19 Зак Джонс, Трай-Сити Шторм 2017-18 Матей Пекар, Маскигон Ламберджекс 2016-17 Андрей Свечников, Маскигон Ламберджекс 2015-16 Кэмерон Моррисон, Янгстаун Фантомз 2014-15 Киффер Беллоуз, Су-Фолс Стэмпид 2013-14 Робби Джексон, Чикаго Стил 2012-13 Джейк Генцел, Су-Сити Маскетирс 2011-12 Тейлор Каммарата, Уотерлу Блэк Хокс 2010-11 Джонни Гудро, Дюбюк Файтинг Сэйнтс 2009-10 Андерс Ли, Грин-Бей Гамблерз 2008-09 Луи Леблан, Омаха Лансерз 2007-08 Джек Коннолли, Су-Фолс Стэмпид 2006-07 Макс Пачиоретти, Су-Сити Маскетирс 2005-06 Кайл Окпосо, Де-Мойн Баккэнирс 2004-05 Чад Рау, Де-Мойн Баккэнирс 2003-04 Мэтт Форд, Су-Фолс Стэмпид 2002-03 Джо Павелски, Уотерлу Блэк Хокс 2001-02 Дэнни Ричмонд, Чикаго Стил 2000-01 Брэндон Боченски, Линкольн Старз 1999-00 Трой Риддл, Де-Мойн Баккэнирс 1998-99 Тайлер Палмизано, Су-Сити Маскетирс 1997-98 Марк Каллен, Фарго-Мурхед Айс Шаркс 1996-97 Карл Гёринг, Фарго-Мурхед Айс Шаркс 1993-94 Терри Ярковски, Уотерлу Блэк Хокс |

| 2020-21 Мэтт Коронато, Чикаго Стил 2019-20 Риз Габер, Дюбюк Файтинг Сэйнтс 2018-19 Бобби Бринк, Су-Сити Маскетирс 2017-18 Джексон Кейтс, Уотерлу Блэк Хокс 2016-17 Зак Солоу, Дюбюк Файтинг Сэйнтс 2015-16 Рем Питлик, Маскигон Ламберджекс 2014-15 Кайл Коннор, Янгстаун Фантомз 2013-14 Джейк Рэндольф, Омаха Лансерз 2012-13 Тейлор Каммарата, Уотерлу Блэк Хокс 2011-12 Кевин Руа, Линкольн Старз 2010-11 Блейк Коулман, Индиана Айс 2009-10 Джейден Шварц, Трай-Сити Шторм 2008-09 Эндрю Миллер, Чикаго Стил 2007-08 Джейсон Грегуар, Линкольн Старз 2006-07 Фил ДеСимон, Су-Сити Маскетирс 2005-06 Тревор Льюис, Де-Мойн Баккэнирс 2004-05 Дэн Ридел, Линкольн Старз 2003-04 Майк Хоу, Ривер-Сити Ягуарс 2002-03 Райан Потульны, Линкольн Старз 2001-02 Винс Беллиссимо, Топика СкейрКрауз 2000-01 Крис Фурнье, Линкольн Старз 1999-00 Петер Сейна, Де-Мойн Баккэнирс 1998-99 Пит Фрего, Де-Мойн Баккэнирс 1997-98 Нейт ДиКасмирро, Северная Айова Хаскис 1996-97 Майк Лефарт, Омаха Лансерз 1995-96 Джефф Панцер, Фарго-Мурхед Бирс 1994-95 Дэвид Хугстин, Тандер-Бей Флайерз 1993-94 Джейсон Блейк, Уотерлу Блэк Хокс 1992-93 Нил Донован, Омаха Лансерз 1991-92 Питер Ферраро, Уотерлу Блэк Хокс 1990-91 Крис Ферраро, Дюбюк Файтинг Сэйнтс 1989-90 Курт Миллер, Рочестер Мустангз 1988-89 Грег Джонсон, Тандер-Бей Флайерз 1987-88 Боб Нарделла, Де-Мойн Баккэнирс 1986-87 Терри Менар, Тандер-Бей Флайерз 1985-86 Тим Фергюсон, Су-Сити Маскетирс 1984-85 Скотт Шоффсталл, Су-Сити Маскетирс 1983-84 Джей Кейтс, Сент-Пол Вулканс | 2020-21 Мэйсон Лорей, Грин-Бей Гамблерз 2019-20 Оуэн Пауэр, Чикаго Стил 2018-19 Ронни Аттард, Трай-Сити Шторм 2017-18 Бен Финкельштейн, Уотерлу Блэк Хокс 2016-17 Коннор Маки, Грин-Бей Гамблерз 2015-16 Джек Акан, Сидар-Рапидс Рафрайдерс 2014-15 Нил Пионк, Су-Сити Маскетирс 2013-14 Брендон Монтюр, Уотерлу Блэк Хокс 2012-13 Пол ЛаДю, Линкольн Старз 2011-12 Энди Велински, Грин-Бей Гамблерз 2010-11 Ник Маттсон, Индиана Айс 2009-10 Дэвид Маковски, Грин-Бей Гамблерз 2008-09 Джон Мур, Чикаго Стил 2007-08 Блейк Кессел, Уотерлу Блэк Хокс 2006-07 Джефф Питри, Де-Мойн Баккэнирс 2005-06 Ник Шаус, Омаха Лансерз 2004-05 Бретт Мазеруэлл, Омаха Лансерз 2003-04 Майк Ходжсон, Су-Сити Маскетирс 2002-03 Мэттью Карл, Ривер-Сити Ягуарс 2001-02 Бретт Скиннер, Де-Мойн Баккэнирс 2000-01 Джейми Матти, Су-Фолс Стэмпид 1999-00 Джефф Фингер, Грин-Бей Гамблерз 1998-99 Том Прайссинг, Грин-Бей Гамблерз 1997-98 Джейсон Бейсил, Де-Мойн Баккэнирс 1996-97 Дуг Шмидт, Уотерлу Блэк Хокс 1995-96 Джош ДеВольф, Твин-Ситис Вулканс и Дэн Питерс, Омаха Лансерз 1994-95 Скотт Суонсон, Омаха Лансерз 1993-94 Дейв Дюпон, Де-Мойн Баккэнирс 1992-93 Эрик Рад, Де-Мойн Баккэнирс 1991-92 Эндрю Бакен, Тандер-Бей Флайерз 1990-91 Пол Кох, Омаха Лансерз 1989-90 Джон Груден, Уотерлу Блэк Хокс 1988-89 Марк Питерсон, Сент-Пол Вулканс 1987-88 Крис Нельсон, Рочестер Мустангз 1986-87 Даррен Шиэн, Тандер-Бей Флайерз 1985-86 Корд Черник, Дюбюк Файтинг Сэйнтс 1984-85 Майк Кастельяно, Остин Маверикс 1983-84 Дуг Клэггер, Дюбюк Файтинг Сэйнтс | 2020-21 Акира Шмид, Су-Сити Маскетирс 2019-20 Эрик Портилло, Дюбюк Файтинг Сэйнтс 2018-19 Исайя Савиль, Трай-Сити Шторм 2017-18 Филип Ларссон, Трай-Сити Шторм 2016-17 Матисс Кивлениекс, Су-Сити Маскетирс 2015-16 Адам Хуска, Грин-Бей Гамблерз 2014-15 Эрик Ширхорн, Маскигон Ламберджекс 2013-14 Хайден Хоукей, Омаха Лансерз 2012-13 Кевин Линдскуг, Маскигон Ламберджекс 2011-12 Райан МакКей, Грин-Бей Гамблерз и Зейн Готберг, Фарго Форс 2010-11 Брейди Хьелле, Сидар-Рапидс Рафрайдерс 2009-10 Стивен Саммерхейс, Грин-Бей Гамблерз 2008-09 Майк Ли, Фарго Форс 2007-08 Дэвид Рики, Линкольн Старз 2006-07 Дрю Палмизано, Омаха Лансерз 2005-06 Алекс Стэлок, Сидар-Рапидс Рафрайдерс 2004-05 Джефф Лерг, Омаха Лансерз 2003-04 Фил Ламурё, Линкольн Старз 2002-03 Доминик Викари, Ривер-Сити Ягуарс 2001-02 Бобби Гопферт, Сидар-Рапидс Рафрайдерс 2000-01 Юре Пенко, Грин-Бей Гамблерз 1999-00 Дэн Эллис, Омаха Лансерз 1998-99 Тони Засовски, Омаха Лансерз 1997-98 Джош Блэкбёрн, Линкольн Старз 1996-97 Карл Гёринг, Фарго-Мурхед Айс Шаркс 1995-96 Майк Коррейя, Омаха Лансерз 1994-95 Аарон Викер, Омаха Лансерз 1993-94 Терри Ярковски, Уотерлу Блэк Хокс 1992-93 Боб Петри, Омаха Лансерз 1991-92 Пол Сасс, Де-Мойн Баккэнирс 1990-91 Крис Бёрнс, Тандер-Бей Флайерз 1989-90 Джефф Леви, Рочестер Мустангз 1988-89 Кори Чвиалковски, Рочестер Мустангз 1987-88 Майкл О’Хара, Рочестер Мустангз 1986-87 Пэт Штрум, Тандер-Бей Флайерз 1985-86 Чед Мейхофф, Рочестер Мустангз 1984-85 Чед Мейхофф, Остин Маверикс 1983-84 Крейг Шермон, Сент-Пол Вулканс |

| Награждается игрок USHL за активное участие на льду и за его пределами. 2020-21 Уилл Динин, Су-Фолс Стэмпид 2019-20 Эйдан Фулп, Де-Мойн Баккэнирс 2018-19 Лиам Уолш, Сидар-Рапидс Рафрайдерс 2017-18 Марк МакЛафлин, Сидар-Рапидс Рафрайдерс 2016-17 Логан Халладей, Блумингтон Тандер и Риз Змолек, Сидар-Рапидс Рафрайдерс 2015-16 Тори Делло, Трай-Сити Шторм 2014-15 Мэтт Мендельсон, Блумингтон Тандер 2013-14 Гарретт Геймз, Трай-Сити Шторм 2012-13 Райан Сииро, Су-Фолс Стэмпид 2011-12 Майк Амброзия, Янгстаун Фантомз 2010-11 Томми Ольчик, Су-Сити Маскетирс 2009-10 Дерек Арнольд, Уотерлу Блэк Хокс 2008-09 Майк Уолш, Чикаго Стил 2007-08 Джои Миллер, Су-Сити Маскетирс 2006-07 Зак Редмонд, Су-Фолс Стэмпид 2005-06 Тревор Льюис, Де-Мойн Баккэнирс 2004-05 Кристиан Хэнсон, Трай-Сити Шторм 2003-04 Тофер Скотт, Чикаго Стил 2002-03 Джейк Тейлор, Грин-Бей Гамблерз 2001-02 Ник Андерсон, Чикаго Стил 2000-01 Кори МакЛин, Чикаго Стил 1999-00 Аарон Джилл, Рочестер Мустангз 1998-99 Ноа Кларк, Де-Мойн Баккэнирс 1997-98 Шон Уинклер, Северная Айова Хаскис 1996-97 Марк Итон, Уотерлу Блэк Хокс 1995-96 Джереми Ботч, Рочестер Мустангз 1994-95 Брэд Фраттароли, Де-Мойн Баккэнирс 1993-94 Ник Крюгер, Де-Мойн Баккэнирс 1992-93 Эрик Рад, Де-Мойн Баккэнирс 1991-92 Майк Фиглиомени, Тандер-Бей Флайерз 1990-91 Бу Билек, Де-Мойн Баккэнирс и Брент Кэри, Омаха Лансерз 1989-90 Шон Марсон, Су-Сити Маскетирс 1988-89 Джей Несс, Рочестер Мустангз | Приз вручается лучшему юниору американского хоккея, но не обязательно является наградой USHL. В списке представлены игроки USHL и других лиг, получавшие этот трофей. 2020-21 Шон Фаррелл, Чикаго Стил 2019-20 Джейк Сандерсон, США U18 2018-19 Ронни Аттард, Трай-Сити Шторм 2017-18 Джек Хьюз, США U18 2016-17 Зак Солоу, Дюбюк Файтинг Сэйнтс 2015-16 Рем Питлик, Маскигон Ламберджекс 2014-15 Кайл Коннор, Янгстаун Фантомз 2013-14 Такер Пулман, Омаха Лансерз 2012-13 Тейлор Каммарата, Уотерлу Блэк Хокс 2011-12 Энди Велински, Грин-Бей Гамблерз 2010-11 Блейк Коулман, Индиана Айс 2009-10 Мэтт Уайт, Омаха Лансерз 2008-09 Эндрю Миллер, Чикаго Стил 2007-08 Джек Коннолли, Су-Фолс Стэмпид 2006-07 Джефф Питри, Де-Мойн Баккэнирс 2005-06 Тревор Льюис, Де-Мойн Баккэнирс 2004-05 Джефф Лерг, Омаха Лансерз 2003-04 Джо Павелски, Уотерлу Блэк Хокс 2002-03 Райан Потульны, Линкольн Старз 2001-02 Грег Ралло, Спрингфилд Джуниор Блюз (Североамериканская хоккейная лига (NAHL) 2000-01 Крис Фурнье, Линкольн Старз 1999-00 Аарон Смит, Грин-Бей Гамблерз 1998-99 Пит Фрего, Де-Мойн Баккэнирс 1997-98 Нейт ДиКасмирро, Северная Айова Хаскис 1996-97 Карл Гёринг, Фарго-Мурхед Айс Шаркс 1995-96 Брайан МакКаллоу, Спрингфилд Джуниор Блюз (NAHL) 1994-95 Бен Хенрик, Компьюуэйр Амбассадорс (NAHL) 1993-94 Джейсон Блейк, Уотерлу Блэк Хокс |